# Phytocoris alboscutellatus
Phytocoris alboscutellatus är en insektsart som beskrevs av Knight 1968. Phytocoris alboscutellatus ingår i släktet Phytocoris och familjen ängsskinnbaggar. Inga underarter finns listade i Catalogue of Life.